# La ciudad de los árboles
La ciudad de los árboles és el novè àlbum d'estudi del grup de folk metal espanyol, Mägo de Oz, i va ser llançat el dia 6 de novembre de 2007. Va ser llançat com a disc conceptual. Va arribar a ser Disc d'Or per les més de 40.000 còpies venudes només a Espanya que va contribuir al fet que en el 27 de març de 2008, a obtenir un Disc de Diamant, per superar 1.000.000 de còpies venudes de la seva discografia a Espanya durant els més de 20 anys de trajectòria de la banda.
Segons han declarat diversos integrants del grup, en aquest disc pretenen allunyar-se de les complexitats en la composició de cançons que s'han vist en les dues parts publicades fins a aquest moment de la seva trilogia "Gaia", i realitzar cançons més breus i incisives, amb temes que no superen els sis minuts.
Durant el dia 10 d'octubre del 2007, es va estrenar el videoclip del primer single, Y ahora voy a salir (Ranxeira), en el lloc web oficial del grup. El single va sortir a la venda oficialment el 16 d'octubre del 2007 com a senzill de llançament.
El dia 29 de març del 2008, va sortir a la llum pública el videoclip, «Deja de llorar (y vuélvete a levantar)».

## Descripció
El disc es compon d'11 cançons completes més un intro i un outro, quatre temes mes van ser llançats en la versió remasterizada. El seu so és caracteritzat per ser més lleuger i menys grandiloqüent que el presentat en els anteriors àlbums pertanyents a la trilogia Gaia, cobrant major importància les flautes, el violí, el fiddle, la gaita i l'acordió el que ho acosta més a les arrels de la banda com a exponents del gènere folk. Aquest disc va ser fet com un descans entre la composició de Gaia II: La Voz Dormida i Gaia III: Atlantia.
Es van llançar dos senzills, «Y ahora voy a salir (Ranxeira)» i «Deja de llorar (y vuélvete a levantar)», cadascun amb el seu respectiu videoclip.

## Cançons
Les cançons que componen aquest disc són:
| Núm. | Títol                                                                          | Durada |
| ---- | ------------------------------------------------------------------------------ | ------ |
| 1.   | «El espíritu del bosque» (Intro)                                               | 1:47   |
| 2.   | «La ciudad de los árboles»                                                     | 6:03   |
| 3.   | «Mi nombre es rock'n'roll»                                                     | 6:03   |
| 4.   | «El rincón de los sentidos»                                                    | 4:40   |
| 5.   | «Deja de llorar (y vuélvete a levantar)»                                       | 4:34   |
| 6.   | «La canción de los deseos»                                                     | 4:01   |
| 7.   | «Y ahora voy a salir (Ranxeira)»                                               | 3:53   |
| 8.   | «Runa llena»                                                                   | 4:46   |
| 9.   | «Resacosix en la barra (Resacosix en Hispania - Parte II)» (Cover: Queen - 39) | 3:47   |
| 10.  | «No queda sino batirnos»                                                       | 4:22   |
| 11.  | «Sin ti, sería silencio (Parte II)»                                            | 4:43   |
| 12.  | «Si molesto, me quedo»                                                         | 4:40   |
| 13.  | «El espíritu del bosque II» (Outro)                                            | 1.16   |

## Intèrprets
- Txus Di Fellatio: Bateria i cors.
- José Andrëa: Veu i cors.
- Patricia Tapia: Segona veu i cors.
- Carlos Prieto "Mohamed": Violí, viola i fiddle.
- Frank: Guitarra rítmica, guitarres acústiques, guitarra clàssica i cors.
- J. C. Marín "Carlitos": Guitarra solista, mandolina i banjo.
- Jorge Salán: Guitarra solista i guitarró espanyol.
- Pedro Díaz "Peri": Bajo.
- Sergio Cisneros "Kiskilla": Piano, acordió i sintetitzadors.
- Fernando Ponce: Flauta travessera, xiulet, pito castellano i gaites.

### Col·laboracions
- Tony Mengliano: Veu, cors i arranjaments de cors. Per cortesia de Locomotive Music.
- Vieito Romero: Gaita gallega, gaita asturiana i gaita irlandesa.
- Patxi Bermúdez: Bodhrán i tamboril celta
- Xavier Ferreiro: Percussions menors.
- Alejandro Serrano: Trompeta i saxo alt.
- Jorge Ontalba: Fotografia i art gràfica.
- Santiago Gaboni: Dibuix de portada i art gràfica.